# Wafa Bani Mustafa
Wafa Bani Mustafa   (Jerash, 16 de març de 1979) és una advocada jordana, membre del Col·legi d'Advocats de Jordània. Va ser diputada electa de la Cambra de Representants de Jordània durant tres legislatures consecutives, entre el 2010 i el 2017.

## Estudis
Bani Mustafa va fer l'educació secundària en una escola per a nenes de Souf. Més endavant, l'any 2001, es va graduar en Dret a la Universitat de Jerash. Va completar la seva formació de postgraduat en Assessorament Psicològic i Educatiu a la Universitat Àrab d'Amman.

## Trajectòria professional
Wafa Bani Mustafa va ser diputada de la Cambra de Representants de Jordània durant tres mandats consecutius. El 2010, després de guanyar les eleccions, es va convertir amb la membre més jove de la cambra. Quan va tornar a ser escollida per segona vegada, va aconseguir el seu escó parlamentari fora de la quota reservada per a les dones.
Al llarg de la seva trajectòria professional, Bani Mustafa ha format part de diferents comitès de suport a les dones a Jordània i a l'Orient Mitjà, i ha participat activament en qüestions generals de drets humans, joventut i seguretat de les persones. També lluita contra l'explotació infantil i femenina, tant a escala regional com a escala internacional.
Va representar el Parlament de Jordània a la Comissió de Dones de l'Assemblea Parlamentària de la Unió per la Mediterrània. Durant la setzena legislatura jordana, Bani Mustafa va exercir també de presidenta del Comitè Parlamentari d'Ordre i Conducta. En la seva última participació al Parlament de Jordània, va ser membre del Comitè de Llibertats Públiques i Drets Humans i del Comitè d'Informació i Mentoria Nacional. Al començament de la segona sessió ordinària de la divuitena legislatura, Bani Mustafa va situar-se al capdavant del bloc d'iniciatives parlamentàries.
L'activista és membre fundadora del grup àrab al Parlament del Clima. També és una de les impulsores del Fòrum de Parlamentaris Àrabs sobre Població i Desenvolupament. El març del 2018, va ser elegida vicepresidenta del Comitè Permanent per al Desenvolupament Sostenible de la Unió Interparlamentària, en representació dels col·lectius àrabs, tot i que ja exercia com a membre d'aquest comitè des de l'abril del 2017. El mateix any 2018, va ser designada ambaixadora del grup de Dones Líders Polítiques (WPL, en les seves sigles en anglès) a Jordània.
Bani Mustafa va ser considerada la millor diputada de la divuitena legislatura l'any 2017, segons detalla un informe de RASED, una organització de la societat civil que supervisa les actuacions dels parlamentaris jordans. A més, va ser classificada entre les 50 dones líders més importants del món per la iniciativa Lideratge de les Dones a la Vida Pública, als Estats Units.
Durant la dissetena legislatura, l'activista va ser escollida primera coordinadora del Fòrum de Dones Parlamentàries de Jordània i va tornar a exercir aquesta mateixa funció en el seu últim any com a diputada.
Wafa Bani Mustafa és presidenta de la Coalició de Dones Parlamentàries de Països Àrabs, una organització integrada per tretze països àrabs que lluita per combatre la violència de gènere, i que compta amb Sa Altesa la Princesa saudita Basmah com a Presidenta d'Honor. Actualment, aquesta coalició treballa per impulsar un projecte que consisteix en l'elaboració d'un acord centrat en la realitat dels països àrabs amb l'objectiu de posar fi a la violència contra les dones i les nenes. També en aquesta línia, l'activista ha participat en nombroses conferències internacionals sobre l'empoderament de les dones a Europa, Amèrica i l'Orient Mitjà, que permeten crear un espai d'intercanvi d'idees i experiències. Bani Mustafa treballa com a assessora de campanyes electorals per a candidats interessats en aquest àmbit a onze països de l'Orient Mitjà i de l'Àfrica del Nord.
Bani Mustafa és advocada i membre activa del Col·legi d'Advocats de Jordània. Se li va concedir el càrrec, pel Reial Decret, de membre de la Junta Administrativa del Centre Nacional pels Drets Humans], òrgan en el qual també va treballar com a presidenta del Comitè Legal. Durant la seva trajectòria al Parlament, l'advocada va aplicar els coneixements que havia adquirit en l'àmbit de la justícia com a membre i dirigent del Comitè Jurídic durant la setzena legislatura, i com a membre associada durant el dissetè mandat.